# Sân bay Hồng Bình Thần Nông Giá
Sân bay Hồng Bình Thần Nông Giá (IATA: HPG, ICAO: ZHSN) là một sân bay phục vụ huyện phía tây Thần Nông Giá ở tỉnh Hồ Bắc, Trung Quốc. Sân bay nằm ở thị trấn Hồng Bình. Công tác xây dựng bắt đầu vào tháng 4 năm 2011 với tổng vốn đầu tư trên 1 tỷ nhân dân tệ.
Sân bay được khai trương vào ngày 08 tháng năm 2014, với một chuyến bay China Eastern Airlines khai mạc từ Sân bay Phố Đông Thượng Hải với một điểm dừng ở Vũ Hán. 